# Theo Walcott
Theo James Walcott (* 16. März 1989 in Stanmore, London) ist ein ehemaliger englischer Fußballspieler, der als Flügelstürmer und Stürmer eingesetzt wurde. Er ist jamaikanischer Abstammung.

## Vereinskarriere

### FC Southampton
Walcott wuchs in der Kleinstadt Compton in der Nähe von Newbury auf und begann seine Karriere beim AFC Newbury. Dort erzielte er in einer einzigen Saison – inklusive eines Miniturniers – mehr als 100 Tore. Wenig später wechselte er für ein halbes Jahr zu Swindon Town und schloss sich dann mit 15 Jahren der Jugendabteilung des FC Southampton an. Bereits im Alter von 14 Jahren schloss Walcott einen Sponsorenvertrag mit dem Unternehmen Nike ab.
In der Spielzeit 2004/05 erreichte er mit der Jugendmannschaft des FC Southampton das Finale des FA Youth Cups und verlor dort nach Verlängerung gegen Ipswich Town mit 2:3. Dazu war er nach seiner Einwechslung im September 2004 gegen den FC Watford im Alter von 15 Jahren und 175 Tagen der jüngste Spieler in der Geschichte des Vereins, der für das Reserveteam agierte. Ein erster Einsatz in der Profimannschaft des Vereins blieb ihm jedoch noch vorenthalten; der FC Southampton stieg in dieser Saison in die zweitklassige Football League Championship ab.
Zwei Wochen nach seinem Schulabschluss war Walcott vor Beginn der Saison 2005/06 Teil des Profikaders, der sich in Schottland auf die kommende Spielzeit vorbereitete. Mit 16 Jahren und 143 Tagen war er mit seiner Einwechslung beim 0:0 gegen die Wolverhampton Wanderers am 6. August 2005 jüngster Spieler in der Geschichte der ersten Mannschaft des Vereins. Am 18. Oktober 2005 stand er erstmals bei Leeds United in der Startelf und erzielte dabei sein erstes Tor für die Profimannschaft. Nach einem weiteren Treffer beim FC Millwall vier Tage später markierte er am darauf folgenden Samstag gegen Stoke City auch seinen ersten Heimspieltreffer. Sein Aufstieg führte schließlich dazu, dass er in der Wahl zum britischen Sportler des Jahres in der Kategorie der jungen Spieler unter 17 Jahren („BBC Sports Personality of the Year Young Personality“) unter die besten Drei kam.

### FC Arsenal

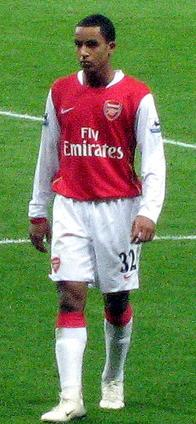
Theo Walcott (2007)

Am 20. Januar 2006 wechselte Walcott zum FC Arsenal für eine Ablösesumme in Höhe von anfänglich fünf Millionen Pfund, die je nach Einsatzzahl im Verein und in der Nationalmannschaft auf zwölf Millionen ansteigen könnte. Damit wurde er zum teuersten 16-jährigen Spieler in der Geschichte des britischen Fußballs.
Zunächst spielte Walcott in Havant am 7. Februar 2006 in der Reservemannschaft gegen den FC Portsmouth für seinen neuen Arbeitgeber, verlor dort aber trotz eines eigenen Treffers mit 2:3. Anschließend wurde er in den 18-Mann-Kader zur Achtelfinalhinspielbegegnung am 21. Februar 2006 gegen Real Madrid in der Champions League im Santiago-Bernabéu-Stadion berufen. Genau an seinem 17. Geburtstag unterzeichnete Walcott seinen ersten Profivertrag, der bis zum Sommer 2008 datiert war.
Zu seinem Debüt in der Premier League kam Walcott am 19. August 2006, dem ersten Spieltag der neuen Saison. Dort bereitete er nach seiner Einwechslung in der 73. Spielminute gegen Aston Villa den Ausgleichstreffer von Gilberto Silva per Flanke vor. In der Champions League bestritt er erstmals für den FC Arsenal eine Partie im Rückspiel der dritten Qualifikationsrunde gegen Dinamo Zagreb am 23. August 2006 und unterbot als jüngster Arsenal-Spieler in einem europäischen Vereinswettbewerb aller Zeiten die vorherige „Bestmarke“ von Cesc Fàbregas. In der Partie erhielt er zwar eine gelbe Karte, bereitete aber erneut mit einer Hereingabe ein Tor vor, erzielt von Mathieu Flamini. Von Beginn an stand Walcott erstmals am 14. Oktober 2006 gegen den FC Watford in der Arsenal-Formation. Die Leistungen im Verein und in der englischen Nationalmannschaft sorgten schließlich dafür, dass er die ein Jahr zuvor noch knapp verpasste Auszeichnung zum besten britischen Jungsportler nun im Jahre 2006 gewann.
Im Ligapokalfinale gegen den FC Chelsea erzielte Walcott am 25. Februar 2007 im Millennium Stadium in Cardiff seinen ersten Treffer für Arsenal und war insgesamt der zweitjüngste Torschütze in der Endspielgeschichte des Wettbewerbs. Dieser persönliche Erfolg wurde jedoch sportlich durch die zwei Treffer von Didier Drogba und die dadurch resultierende 1:2-Niederlage, vor allem aber durch den Tumult mit der Folge von drei roten Karten überschattet.
Beim 7:0-Heimsieg gegen Slavia Prag machte Walcott seine ersten beiden Champions-League-Tore für den FC Arsenal. In den heimischen Wettbewerben waren die Treffer im Ligapokal gegen Tottenham Hotspur im Januar 2008 und in der Premier League einen Monat später gegen Birmingham City seine ersten Tore. Besondere Aufmerksamkeit erregte er dann im Viertelfinalrückspiel der Champions League gegen den FC Liverpool, als er vom eigenen Strafraum aus einen 70-Meter-Lauf startete und schließlich den Ausgleichstreffer von Emmanuel Adebayor vorbereitete. Trotz dieser Einzelleistung schied Arsenal letztlich aus dem Wettbewerb aus. Am Ende der Saison 2007/08 hatte Walcott sieben Tore in Pflichtspielen gesammelt.
Zur Saison 2008/09 übernahm Walcott das Trikot der Nummer 14, das zuvor von Thierry Henry getragen worden war. Er entwickelte sich zum Stammspieler, wurde aber auch immer wieder durch längere Verletzungen zurückgeworfen.
Am 21. August 2010 gelang ihm gegen den FC Blackpool sein erster Dreierpack für Arsenal. Im Januar 2013 einigte er sich mit dem Klub auf eine Vertragsverlängerung bis zum Ende der Saison 2015/16.
In der Saison 2013/2014 gelangen ihm zwischen 14. Dezember und 1. Januar fünf Tore in ebenso vielen Spielen. Mit dem FC Arsenal lag er an der Spitze der Tabelle und stand in der 3. Runde des FA Cups. Am 4. Januar 2014 musste er im Cup-Spiel gegen Lokalrivale Tottenham Hotspur kurz vor Ende der Spielzeit mit der Trage vom Feld getragen werden. Am nächsten Tag wurde ein Kreuzbandriss diagnostiziert, womit der englische Teamspieler nicht nur für die restliche Saison ausfiel, sondern auch für die Fußball-Weltmeisterschaft 2014.

### FC Everton
Am 17. Januar 2018 wurde sein Wechsel innerhalb der Premier League zum FC Everton bekannt. Walcott erhielt dort einen auf dreieinhalb Jahre befristeten Vertrag. Sein erstes Spiel für den FC Everton absolvierte Walcott am 24. Spieltag der Saison 2017/18 beim 1:1 gegen West Bromwich Albion. Die ersten beiden Tore erzielte er einen Spieltag später, beim 2:1-Sieg gegen Leicester City.

### Rückkehr zum FC Southampton
Anfang Oktober 2020 kehrte Walcott per Leihbasis zum FC Southampton, seinem ersten Profiklub, zurück. Nach einer erfolgreichen Leihe, verpflichtete ihn der Verein im Mai 2021 auf fester Vertragsbasis.
Im August 2023 beendete Walcott dort seine aktive Laufbahn als Fußballspieler.

## Nationalmannschaft
Walcott spielte mehrere Male für die englische U17-Fußballnationalmannschaft und nahm auch an der U17-Europameisterschaft in Italien teil, schied jedoch schon in der Vorrunde aus.
Im Seniorenbereich kam Walcott erstmals am 25. Mai 2006 für die englische B-Auswahl gegen Belarus zum Zuge und wurde fünf Tage später in die A-Nationalmannschaft befördert. Im Freundschaftsspiel gegen Ungarn, das England mit 3:1 siegreich gestalten konnte, wurde er mit 17 Jahren und 75 Tagen zu Englands jüngstem englischen A-Nationalspieler aller Zeiten.
Der englische Nationaltrainer Sven-Göran Eriksson hatte am 8. Mai 2006 Walcott bereits überraschend ins vorläufige Aufgebot für die Fußball-Weltmeisterschaft 2006 in Deutschland berufen, obwohl Walcott bis dato noch kein einziges A-Länderspiel bestritten hatte. Obwohl er hinter den verletzten Stammspielern Wayne Rooney und Michael Owen nur als Ergänzungsspieler vorgesehen war, bestand die Überraschung vielmehr darin, dass etablierte Premier-League-Stürmer wie Darren Bent (der beste englische Ligatorschütze in der Saison 2005/06), Andy Johnson (der englische Top-Torjäger der Saison 2004/05), Dean Ashton (ein angesehener U-21-Nationalspieler) und Jermain Defoe (zuvor regelmäßig in den englischen Kader berufen) der „Personalie Walcott“ zum Opfer fielen.
Die englische Nationalmannschaft verfügte zwar nur über zwei vollständig genesene Stürmer im Kader, dennoch sollte Walcott im WM-Turnier selbst in keinem Spiel zum Einsatz kommen. Eriksson begründete die Nominierung Walcotts in erster Linie damit, dass dem jungen Spieler die WM-Erfahrung hilfreich bei den künftigen Turnieren sein werde. In der Öffentlichkeit wurde Erikssons Entscheidung kontrovers diskutiert. Während einige Experten das „unnötige Risiko“ bei vorhandenen Stürmeralternativen kritisierten, lobten andere Medienvertreter Erikssons Mut „etwas Neues auszuprobieren“. Während Eriksson auf der Stürmerposition jedoch im Turnier selbst sogar zeitweise Mittelfeldspieler behelfsmäßig einsetzen musste, stand Walcott aber in keinem Spiel auf dem Platz.
Am 15. August 2006 war er der jüngste Torschütze der englischen U-21-Auswahl, als er nach drei Minuten bei seiner Premiere für diese Mannschaft den ersten Treffer gegen Moldawien (Endstand 2:2) an der Portman Road erzielte. Gegen die hoch eingeschätzte Schweizer Nachwuchsauswahl konnte er beim 3:2-Sieg erneut mit einer guten Leistung überzeugen. Im EM-Qualifikationsrückspiel der U-21 am 10. Oktober 2006 gegen Deutschland sorgte er schließlich als Einwechselspieler innerhalb weniger Minuten durch zwei Tore für den Sieg seines Teams. Den ersten Treffer erzielte er nach einem langen Pass von Leighton Baines aus der eigenen Hälfte, wobei er nach nur zwei Ballberührungen den herauslaufenden Michael Rensing mit einem Schuss in die untere rechte Torecke bezwang. Bei seinem zweiten Tor setzte Walcott auf der linken Seite in Höhe der Mittellinie zu einem Sprint bis in den gegnerischen 16-Meter-Raum an, verwandelte anschließend mit der Innenseite zum zweiten Tor und erinnerte dabei in seiner Antrittsschnelligkeit an den Weltklassestürmer Thierry Henry.
Am 1. Juni 2008 kam Walcott in einem Freundschaftsspiel gegen Trinidad und Tobago als Einwechselspieler in der 69. Minute zu seinem zweiten A-Länderspiel. Am 10. September 2008 schoss Theo Walcott beim 4:1 im WM-Qualifikationsspiel in Kroatien in seinem vierten Länderspiel seine ersten drei Tore und wurde dann in der 84. Minute durch David Beckham ersetzt. Für die WM 2010 wurde Walcott nicht nominiert.

## Wissenswertes
In seiner frühen Jugendzeit war Walcott Anhänger des FC Liverpool. Als seine Vorbilder nannte er Michael Owen und Robbie Fowler.
Walcott war für einen Cameo-Auftritt im fünften Harry-Potter-Film vorgesehen, der dann jedoch aufgrund seiner fußballerischen Verpflichtungen nicht zustande kam. Seine Familie hingegen ist in dieser Verfilmung kurz zu sehen.

## Erfolge
FC Arsenal
- FA Cup: 2013/14, 2014/15, 2016/17
- FA Community Shield: 2014, 2015, 2017